# Hemidactylus brookii
Espèce
Synonymes
- Gecko tytleri Tytler, 1865
- Hemidactylus guineensis Peters, 1868
- Hemidactylus affinis Steindachner, 1870
- Hemidactylus stellatus Boulenger, 1885
- Hemidactylus murrayi Gleadow, 1887
- Hemidactylus luzonensis Taylor, 1915
- Hemidactylus neotropicalis Shreve, 1936
- Hemidactylus mahendrai Shukla, 1983

Hemidactylus brookii ou Hémidactyle de Brook est une espèce de geckos de la famille des Gekkonidae.

## Répartition
Cette espèce se rencontre :
- aux Philippines, en Indonésie, en Malaisie, en Thaïlande, en Birmanie, au Bangladesh, en Inde, au Népal, au Sri Lanka, aux Maldives et au Pakistan ;
- au Cap-Vert, au Sénégal, au Gambie, en Mauritanie, au Mali, en Côte d'Ivoire, au Ghana, au Togo, au Cameroun, en Centrafrique, au Soudan du Sud, au Soudan, en Éthiopie, en Érythrée, au Kenya, en Tanzanie, au Congo-Kinshasa, en Angola, aux Comores, à La Réunion, à Maurice et aux Seychelles ;
- au Mexique, au Honduras, en Colombie, à la Trinité, à Cuba, à Hispaniola et à Porto Rico.

## Description

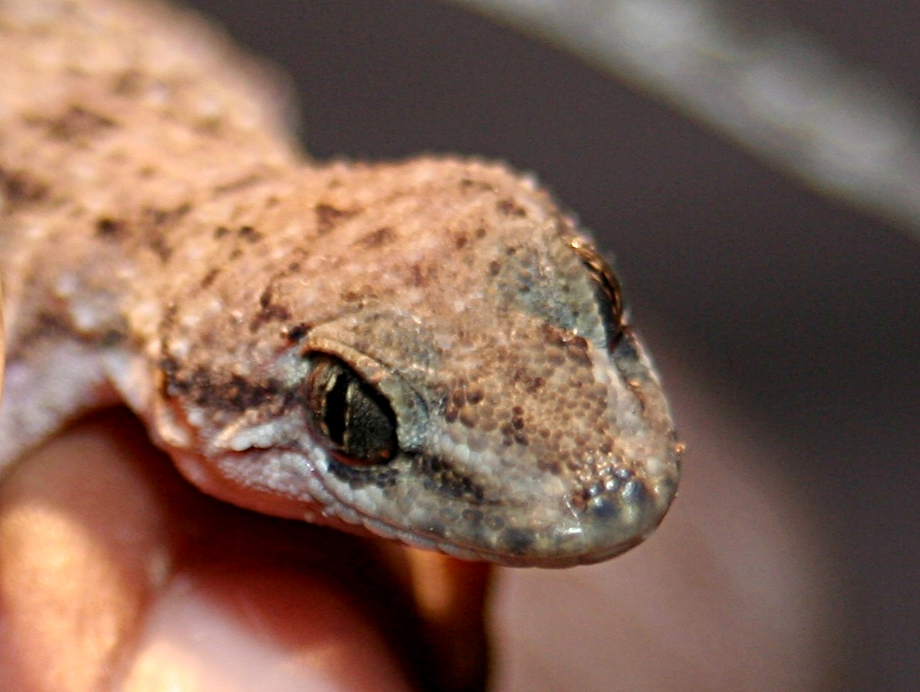
Hemidactylus brookii

C'est un gecko insectivore qui a une couleur de base sombre. Le corps de la salamandre est couvert de petites zones noires, gris-sombre et gris plus clair. Sur la queue - relativement fine et longue - ces couleurs s'organisent plutôt en bandes transversales. Il peut atteindre une quinzaine de centimètres, queue comprise.
Il vit fréquemment à proximité des êtres humains.

## Taxinomie
Les sous-espèces Hemidactylus brookii angulatus et Hemidactylus brookii parvimaculatus ont été élevées au rang d'espèce.

## Étymologie
Cette espèce est nommée en l'honneur de son co-découvreur James Brooke (1803–1868).

## Publication originale
- Gray, 1845 : Catalogue of the specimens of lizards in the collection of the British Museum. p. 1-289 (texte intégral).